# Artur Aldomà Puig
Pour les articles homonymes, voir Puig.
Artur Aldomà Puig, né le 11 mars 1935 à Reus, en Catalogne, et mort le 16 juin 2023, est un dessinateur, peintre et sculpteur espagnol.

## Biographie
Puig a passé sa jeunesse à Reus, où il est champion d'athlétisme. Ayant travaillé comme dessinateur pour les magazines francophones Spirou et Vaillant, il abandonne en 1975 la bande dessinée pour se consacrer à la peinture et la sculpture.
Parmi ses œuvres, le chien abandonné, sculpture en bronze érigée dans le Parc de la Ciutadella à Barcelone, est la plus connue.

## Publications
Il a réalisé plusieurs bandes dessinées, dont une histoire inspirée du Torrey Canyon : Le naufrage du Mickey Runyon, parue dans Spirou en 1973 et 1974, sur un scénario de Víctor Mora.